# Darius Marder
Darius Marder (* 3. Juni 1974 in Ashfield) ist ein US-amerikanischer Filmregisseur und Drehbuchautor. Für seine Arbeit am Drehbuch zu dem Film Sound of Metal erhielt Marder eine Nominierung im Rahmen der Oscarverleihung 2021.

## Leben
Der 1974 in Ashfield, einer kleinen Stadt im Franklin County in Massachusetts, geborene Darius Marder wuchs gemeinsam mit seinen Eltern und seinen vier Geschwistern in der dort gelegenen Parsons Street auf. Seine Eltern, Lauri und Efrem Marder, beide Künstler, lebten nach den Lehren des russischen Philosophen und Mystikers Georges I. Gurdjieff. Die Familie lebte dort mit etwa 35 weiteren Anhängern, was Marder als eine sehr schöne Erfahrung beschreibt.
Als Marder seine eigene Familie gegründet hatte, zog er mit seiner Frau und den beiden gemeinsamen Kindern nach New York, wo kurz später ihre Tochter geboren wurde. Er arbeitet als Koch und Food-Stylist, um seinen Lebensunterhalt zu verdienen. Als er Dan Campbell kennen lernte, der ihm von Lance Larson und der unglaublichen Lebensgeschichte des damals 86-Jährigen erzählte, beschloss Marder einen Film über den Mann zu drehen. So gab er mit dem Dokumentarfilm Loot, der 2008 beim Los Angeles Film Festival seine Premiere feierte, sein Regiedebüt und fungierte bei dem Film auch als Kameramann. In dem Film zeigt er Larson, der mit zwei weiteren Veteranen des Zweiten Weltkriegs, Andrew Seventy und Darrel Ross, nach dem Einsatz Kunstschätze entwendete, in Europa versteckte und diese später in die USA holen wollte. Einige Jahre später schrieb Marder für den Kriminalfilm The Place Beyond the Pines von Derek Cianfrance mit Ryan Gosling in der Hauptrolle das Drehbuch. Sein Spielfilmregiedebüt Sound of Metal wurde im September 2019 beim Toronto International Film Festival erstmals gezeigt. Für den Film arbeitete er mit seinem Bruder Abraham zusammen, der unter anderem am Drehbuch mitwirkte.
Im Sommer 2021 wurde Marder Mitglied der Academy of Motion Picture Arts and Sciences.
Nach der Fertigstellung von Sound of Metal zog Marder, nachdem er 25 Jahre in New York lebte, zurück nach Franklin County.

## Filmografie
- 2008: Loot (Dokumentarfilm, Regie und Kamera)
- 2012: The Place Beyond the Pines (Drehbuch)
- 2019: Sound of Metal (Regie und Drehbuch)

## Auszeichnungen
Chicago Film Critics Association Award
- 2020: Nominierung als Vielversprechendster Filmemacher (Sound of Metal)[5]

Critics’ Choice Movie Award
- 2021: Nominierung für das Beste Originaldrehbuch (Sound of Metal)

Festival des amerikanischen Films
- 2020: Nominierung im Wettbewerb (Sound of Metal)[6]

Independent Spirit Award
- 2009: Nominierung für den Truer Than Fiction Award (Loot)

Los Angeles Film Festival
- 2008: Auszeichnung als Bester Dokumentarfilm (Loot)

Oscar
- 2021: Nominierung für das Beste Originaldrehbuch (Sound of Metal)

Toronto International Film Festival
- 2019: Nominierung für den Platform Prize (Sound of Metal)

Writers Guild of America Award
- 2021: Nominierung für das Beste Originaldrehbuch (Sound of Metal)[7]

Zurich Film Festival
- 2019: Auszeichnung als Bester internationaler Film mit dem Goldenen Auge (Sound of Metal)[8]